# Sán lá gan
Sán lá gan (Danh pháp khoa học: Fasciola) là một chi trematoda gồm các loài động vật ký sinh. Các thành viên chi này thuộc Họ Sán lá gan. Chúng gây ra bệnh sán lá gan. Chúng là các loài ký sinh trùng sống ký sinh ở các động vật ăn cỏ như trâu, bò, cừu, dê... Có hai loại sán lá gan khá phổ biến là sán lá gan lớn và sán lá gan nhỏ. Sán lá gan được coi là động vật gây ra bệnh sán lá gan ở các loài động vật ăn cỏ tại châu Á và châu Phi. Tại một số quốc gia, tỷ lệ nhiễm bệnh lên tới 80-100%.

## Phân loài
- Fasciola hepatica: Sán lá gan thường
- Fasciola gigantica: Sán lá gan lớn
- Fasciola jacksoni: Sán lá gan nhỏ

Các cá thể lai tạo của Fasciola gigantica × Fasciola hepatica cũng tồn tại.
Với sán lá gan nhỏ thì giai đoạn đầu ấu trùng của sán là ấu trùng lông di chuyển tự do trong nước để tìm đến vật chủ trung gian thứ nhất để cư trú là các loài ốc. Sau đó ấu trùng lông trở thành ấu trùng đuôi và rời ốc để tìm đến vật chủ trung gian thứ hai là các loài cá nước ngọt để cư trú. Còn với sán lá gan lớn thì sau khi rời ốc nó sẽ bám vào thực vật thủy sinh chờ vật chủ.

## Đặc điểm cấu tạo
Cơ thể sán lá gan hình lá, dẹp, dài 2 – 5 cm, màu đỏ máu. Sán lá gan thích nghi với đời sống kí sinh nên mắt và lông bơi bị tiêu giảm.. Ngược lại, các giác bám phát triển. Với cơ dọc, cơ vòng và cơ lưng bụng phát triển, sán lá gan có thể chun, dãn, phồng, dẹp cơ thể để chui rúc, luồn lách trong môi trường ký sinh. Sán lá gan dùng 2 giác bám chắc vào nội tạng vật chủ. Hầu có cơ khỏe giúp miệng hút chất dinh dưỡng từ môi trường ký sinh đưa vào hai nhánh ruột chằng chịt để vừa tiêu hóa với tốc độ nhanh vừa dẫn chất dinh dưỡng nuôi cơ thể. Sán lá gan không có hậu môn.

### Cơ quan sinh dục
Sán là gan là sinh vật lưỡng tính. Cơ quan sinh dục gồm cơ quan sinh dục đực và cơ quan sinh dục cái với tuyến noãn hoàng. Phần lớn chúng có cấu tạo dạng ống phân nhánh và phát triển chằng chịt.

## Vòng đời

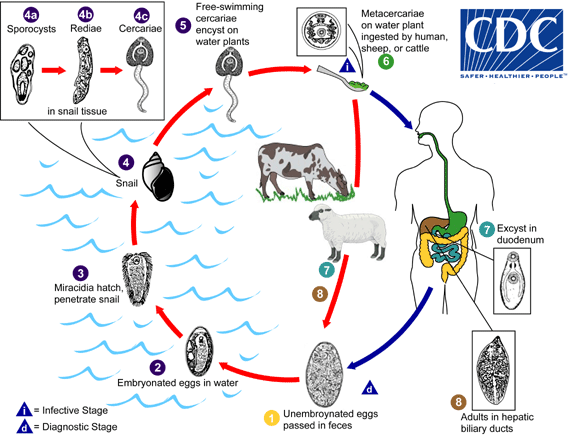
Vòng đời sán lá gan.

Sán lá gan đẻ nhiều trứng (khoảng 4000 trứng mỗi ngày) vì qua quá trình sinh sản, sán lá gan gặp nhiều nguy cơ gây tỉ lệ tử vong cao như: trứng không gặp nước, ấu trùng nở ra không gặp cơ thể ốc phù hợp hoặc cá thể ốc mà chúng kí sinh bị cá ăn mất. Trứng gặp nước nở thành ấu trùng có lông bơi. Ấu trùng chui vào sống ký sinh trong ốc ruộng, sinh sản cho nhiều ấu trùng có đuôi. Ấu trùng có đuôi rời khỏi ốc bám vào cây cỏ, bèo và cây thủy sinh, rụng đuôi, kết vỏ cứng, trở thành kén sán. Nếu trâu bò ăn phải cây cỏ, bèo và cây thủy sinh có kén sán, sẽ bị nhiễm bệnh sán lá gan.
Sán lá gan lớn ở Việt Nam do ấu trùng Sán lá gan lớn (danh pháp khoa học: Fasciola gigantica) phát triển thành. Fasciola gigantica là một loài giun dẹp thuộc lớp Trematoda. Những con sán lá gan này thường ký sinh ở gan và đường mật của những động vật ăn cỏ.
Vòng đời của sán lá gan khá phức tạp. Đầu tiên ấu trùng trứng sán lá gan được thải ra ngoài theo đường phân trâu, bò... Khi gặp môi trường nước ấu trùng sẽ nở ra, xâm nhập vào vật chủ trung gian là ốc nước ngọt có tên khoa học là Limnea Truneatula. Sau đó ấu trùng này thoát ra ngoài chuyển thành trạng thái ấu trùng có tên khoa học là Fasciola gigantica. Chúng sẽ bám vào các cây rau (rau ngổ, rau cải xoong, rau muống, rau cần,...) Những loại rau này nếu người ăn không rửa sạch, nấu chín thì sẽ có nguy cơ bị nhiễm ấu trùng sán lá gan rất lớn.

## Hình ảnh

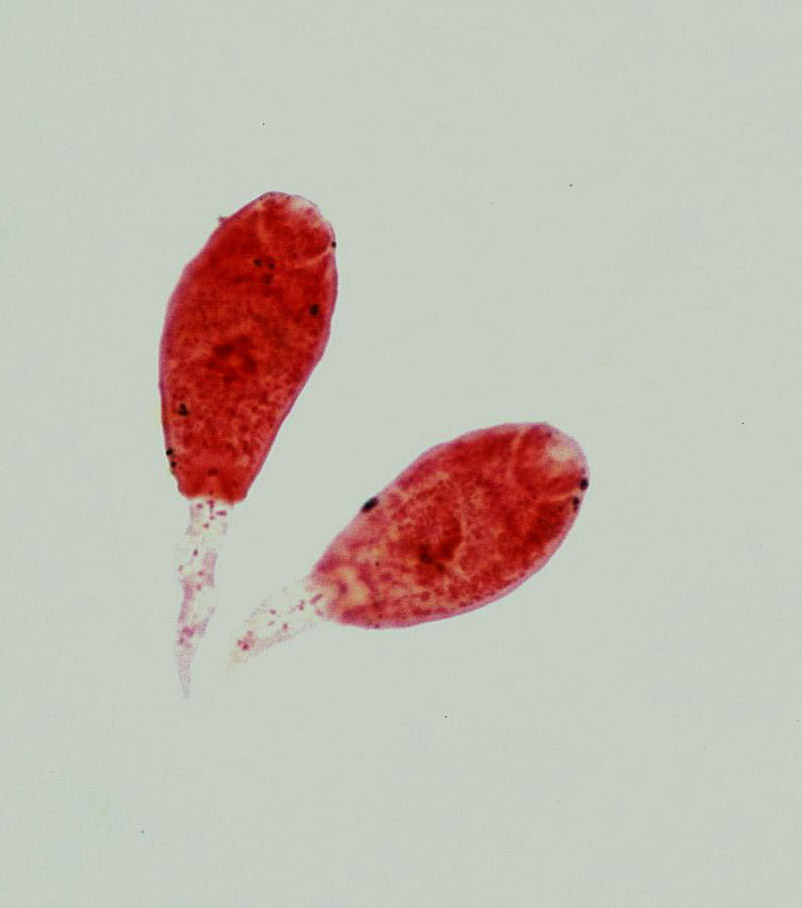
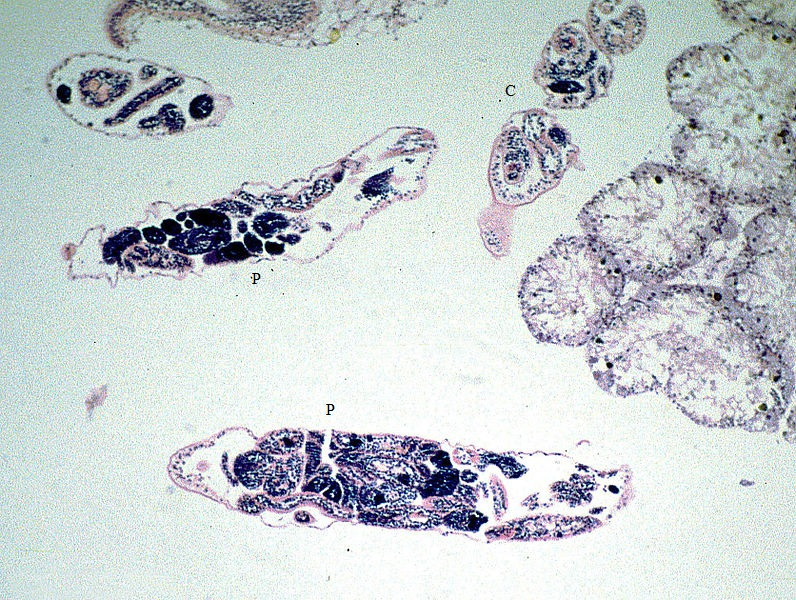